# Manius Acilius Glabrio (Konsul 67 v. Chr.)
Manius Acilius Glabrio war ein römischer Politiker und Feldherr aus der plebejischen Familie der Acilier. Sein Vater war der Volkstribun gleichen Namens, sein Großvater mütterlicherseits war der berühmte Jurist Publius Mucius Scaevola.
Er war mit Sullas Stieftochter Aemilia, der Tochter des Marcus Aemilius Scaurus, verheiratet.  82 v. Chr. verärgerte er seinen Schwiegervater durch Kritik an dessen Politik. Infolgedessen erzwang dieser die Scheidung, obwohl Aemilia schwanger war. Sie starb wenig später als Ehefrau von Gnaeus Pompeius Magnus bei der Geburt von Manius Acilius Glabrios Sohn.
Vielleicht war Glabrio 78 v. Chr. Volkstribun. Als Prätor saß er im Jahr 70 v. Chr. der quaestio de repetundis und damit dem Prozess gegen Gaius Verres vor. Als Konsul des Jahres 67 v. Chr. brachte Glabrio zusammen mit seinem Kollegen Gaius Calpurnius Piso ein strenges Gesetz gegen illegale Wahlwerbung durch, die Lex Acilia Calpurnia. Im folgenden Jahr ersetzte er Lucius Licinius Lucullus als Prokonsul Kilikiens und als Oberbefehlshaber im Krieg gegen Mithridates VI. Da er aber selbst völlig untätig und nicht in der Lage war, die Soldaten zu kontrollieren, wurde er noch im selben Jahr – nach der Lex Manilia – durch Pompeius ersetzt.
Vermutlich wurde Glabrio 64 v. Chr. Zensor zusammen mit Lucius Aurelius Cotta. 63 v. Chr. votierte er in der Senatsverhandlung über die Mitverschwörer des Lucius Sergius Catilina für die Todesstrafe.
Zu einem unbekannten Zeitpunkt vor 57 v. Chr. erhielt Glabrio das religiöse Amt eines pontifex.